# 西瓜子氨酸
西瓜子氨酸（cucurbitin）是人类认识的第一个天然存在的吡唑衍生物。

## 名称
- 系统名：β-(N-吡唑基)-α-氨基丙酸

## 性质
- 相对分子质量：Mr=155.15
- 熔点：mp=236~238℃
- 比旋光度：[α]20D=-73°(C=3.4,水)

## 制法
- 天然西瓜子氨酸可从西瓜子提取得到。每公斤干西瓜子含游离的西瓜子氨酸约1克。
- 实验室由β-卤代氨基丙酸与吡唑银盐反应制得。

## 意义
- 西瓜子氨酸的存在证明生物体内可合成吡唑环系。